# Geoffrey Van Orden
Geoffrey Charles Van Orden (ur. 10 kwietnia 1945 w Waterlooville) – brytyjski polityk i wojskowy, deputowany do Parlamentu Europejskiego V, VI, VII, VIII i IX kadencji.

## Życiorys
Kształcił się w Mons Officer Cadet School. W 1969 ukończył studia licencjackie z zakresu politologii na Uniwersytecie Sussex.
Od 1964 do 1999 służył w British Army. W 1988 awansował na stopień pułkownika, a trzy lata później generała brygady. Przez około dwadzieścia lat służył w jednostkach w różnych krajach. W drugiej połowie lat 80. był instruktorem w szkole wojskowej w Hamburgu. W latach 1988–1990 kierował sztabem w wywiadzie wojskowych w sektorze brytyjskim Berlina. W okresie 1991–1994 stacjonował w Kwaterze Głównej NATO, od 1995 do 1999 był urzędnikiem w Komisji Europejskiej.
W 1999 z ramienia Partii Konserwatywnej po raz pierwszy został wybrany do Parlamentu Europejskiego. W 2004 i w 2009 z powodzeniem ubiegał się o reelekcję. W VII kadencji przystąpił wraz z torysami do nowej grupy pod nazwą Europejscy Konserwatyści i Reformatorzy. Został też członkiem Komisji Spraw Zagranicznych oraz Podkomisji Bezpieczeństwa i Obrony. W 2014 i 2019 po raz czwarty i piąty z rzędu uzyskiwał mandat eurodeputowanego.
Odznaczony Orderem Imperium Brytyjskiego, wyróżniony tytułem honorowego obywatela Londynu.